# Feci quod potui, faciant meliora potentes
«Feci quod potui, faciant meliora potentes» — парафраза формули, якою римські консули закінчували свою звітну промову, передаючи повноваження наступникові.
У перекладі означає:
| «Я зробив все, що міг, хто може, нехай зробить краще» |
або:
| «Я зробив [все], що зміг, нехай ті, хто зможуть, зроблять краще». |
Так підписували свої картини художники епохи Відродження.
Сьогодні вираз вживають, підбиваючи підсумок своїх досягнень у галузі або представляючи на чийсь суд свою роботу.